# Resistance D
Resistance D. was een Duitse elektronische-muziekformatie, die werd opgericht door Pascalis Dardoufas en Maik Maurice Diehl. De groep maakte onderdeel uit van de  trance-scene rondom Frankfurt am Main die in de jaren negentig bloeide. De groep maakte twee albums. Pascalis Dardoufas was ook solo actief als Pascal F.E.O.S.. Ook Maik Maurice werkte in diverse projecten. 

## Geschiedenis
Pascalis Dardoufas en Maik Maurice Diehl maakten in de vroege jaren negentig deel uit van de trancescene in Frankfurt am Main. Aan het einde van 1991 debuteren ze als Resistance D. met de single Cosmic Love, dat een sample gebruikt uit Logan's Run. Al snel wordt er een liveact omheen gebouwd. Daarna volgen er diverse ep's. In 1994 wordt deze gevolgd door debuutalbum Ztringz Of Life, dat op het Harthouse-label verschijnt. Het duo maakt ook diverse remixen voor onder andere Snap!, WestBam, 4 Strings en Jean-Michel Jarre. Daarna wordt het rustiger. Dardoufas stort zich op diverse andere projecten. In 1998 maken ze wel nog een single Hypnotic samen met Talla 2XLC. In 2000 komt er nieuw leven in Resistance D. met het album A Modern World Of Today. Op het album werken ze ook samen met Gabriel Le Mar en Mark Spoon. Ook werkt de groep met vocalen. Daarna wordt er geen nieuw materiaal meer geproduceerd. Wel treedt de groep zo nu en dan nog op bij feesten. Dardoufas sterft in 2020 aan maagkanker. 

## Soloactiviteiten
Zowel Dardoufas als Diehl hadden een grote hoeveelheid eigen activiteiten. Dardoufas was solo actief als Pascal F.E.O.S. en werkte met diverse andere producers samen. Ook Maik Maurice werkte in diverse andere projecten. Samen met Pete Namlook produceerde hij in de vroege jaren negentig de tranceprojecten 4Voice, 8Voice en Pulsation. Met Ralf Hildenbeutel maakte hij de single Schneller Pfeil (1993) als Curare. Na 2001 werkte hij nog aan de projecten The Drumheads (met Andreas Bialek) en Soon (met Ramon Zenker). Daarna verdween hij uit beeld. Een kort teken van activiteit is wanneer hij samenwerkt op de single Tama van Oliver Lieb.  

## Discografie

### Albums
- Ztringz Of Life (1994)
- The Best Of... (compilatie) (1995)
- A Modern World Of Today (2000)